# Rexel Ryan Fabriga
Rexel Ryan Fabriga (Zamboanga, 2 ottobre 1985) è un tuffatore filippino. Ha rappresentato il suo paese alle Olimpiadi di Pechino del 2008.

## Biografia
Ha iniziato la propria carriera agonistica come sommozzatore. Successivamente si è dedicato ai tuffi.
Sin da giovane ha ottenuto ottimi risultati ed ha raggiunto presto la nazionale. Il suo allenatore è il cinese Zhang Déhu.
Nel 2003 ha vinto 2 medaglie d'oro ai Giochi del Sud Est Asiatico disputati ad Hanoi in Vietnam.
Nel 2008 prendendo parte al concorso dalla piattaforma 10 metri,
è stato uno degli 11 atleti filippini a gareggiare per il proprio Paese ai Giochi olimpici. Ha concluso la propria gara con un ventottesimo posto, eliminato dopo il turno qualificatorio.